# 小行星8311
小行星8311（英語：8311 Zhangdaning）是一颗围绕太阳公转的小行星。1996年10月3日，北京天文台施密特CCD小行星计划在兴隆县发现了此天体。
这颗小行星的绝对星等为67.63128437070816等。